# 亀井田橋
亀井田橋（かめいだばし）は、山形県北村山郡大石田町にある最上川に架かる橋。

## 概要
山形県道30号大石田畑線が通る。大石田町の豊田地区と川前集落を結んでいる。

## 歴史
初代・2代目
1933年、かつて往来は渡し船で行われた地に木橋が架けられた。しかし、初代の橋は完成間もなく増水で中央部が流され、数年後に完成した二代目も流されてしまった。
3代目
1948年、三代目の木橋が完成した。
4代目
3代目の橋の老朽化に伴い、1959年に鉄橋の新しい橋が完成した。緑色のトラス橋で、全長176.5m、幅5.5m。
2006年、床板陥没が発生し、山形県が架け替えを見据えて調査を行い、その後5代目の橋の建設を進めた。
5代目
2017年11月、新たな亀井田橋がかつての橋の上流側に完成し、開通した。

## 周辺
- 川前観音（最上三十三観音霊場）